# Maalasti
Maalasti (ook: Maalaste, Mallaste of Mallast) is een zeer klein dorp in de Estlandse gemeente Põhja-Sakala, gelegen in de provincie Viljandimaa.
Tot in oktober 2017 behoorde het dorp tot de gemeente Kõo. In die maand ging Kõo op in de fusiegemeente Põhja-Sakala.

## Bevolking
Het dorp had 9 inwoners op 31 december 2011 en 8 inwoners op 31 december 2021.

## Ligging
Op de grens van de dorpen Maalasti en Arussaare komt de rivier Räpu uit op de rivier Navesti, die de zuidoostgrens van Maalasti vormt.